# Marco Modugno
Pour les articles homonymes, voir Modugno (homonymie).
Marco Modugno, né en 1958 à Rome (Latium), est un réalisateur, scénariste et acteur italien.

## Biographie
Fils de l'acteur et chanteur Domenico, Modugno est entré très tôt en contact avec le monde du cinéma. Un film super 8 qu'il a réalisé, Bambulè (it), en 1979, a été remarqué par les critiques et les spectateurs des cinéclubs. Il s'est essayé au métier d'acteur, de scénariste et finalement, en 1992, à la réalisation d'un long métrage. Briganti: Amore e libertà n'a cependant pas trouvé de distributeur pour une sortie en salles, mais il a depuis été diffusé sporadiquement à la télévision.

## Filmographie non exhaustive

### Réalisateur
- 1979 : Bambulè (it)
- 1993 : Briganti: Amore e libertà

### Scénariste
- 1979 : Bambulè (it)
- 1987 : Soldati - 365 all'alba (it) de Marco Risi
- 1988 : Voglia di rock de Massimo Costa (it)
- 1993 : Briganti: Amore e libertà

### Acteur
- 1977 : Black Journal (Gran bollito) de Mauro Bolognini
- 1979 : Bambulè (it) de Marco Modugno